# Raketno oružje
Raketno oružje obuhvaća svaki oružani sustav koji za pogon koristi raketni motor kako bi na cilj dostavio korisni ubojiti teret, najčešće u obliku eksplozivne bojne glave. Ovaj pojam pokriva iznimno širok spektar oružja, od malih ručnih raketnih bacača i nevođenih topničkih raketa pa sve do velikih strateških balističkih i krstarećih raketa. U vojnoj terminologiji za raketno oružje koristi se i naziv projektil. Međutim, važno je napomenuti da je u svom najširem značenju, projektil svaki objekt izbačen u prostor s ciljem pogađanja mete, što uključuje i topničko zrno, strelicu ili kamen izbačen katapultom. Također, u vojnoj terminologiji, termin projektil se češće koristi za navođeno raketno oružje, a raketa za nenavođeno, ali to nije uvijek pravilo.
Temeljna podjela raketnog oružja temelji se na postojanju sustava za navođenje, prema čemu se ono dijeli na dvije glavne kategorije:
- Nenavođene rakete - nakon lansiranja lete po unaprijed određenoj, balističkoj putanji bez mogućnosti korekcije.
- Navođene rakete - posjeduju interni sustav za navođenje (npr. infracrveni, radarski, laserski ili GPS) koji im omogućuje aktivno praćenje i presretanje cilja tijekom leta.

## Povijest razvoja

### Rani početci
Prvi oblici raketnog oružja pojavili su se u Kini još u 13. stoljeću u obliku "vatrenih strijela" – strijela pogonjenih barutom. Tehnologija se preko Mongolskog Carstva proširila prema Europi, gdje se stoljećima koristila s ograničenim uspjehom zbog niske preciznosti. Značajniji razvoj dogodio se krajem 18. i početkom 19. stoljeća, kada su britanske snage razvile tzv. "Congreveove rakete", koje su masovno korištene u Napoleonskim ratovima.

### Dva svjetska rata i hladni rat
Moderno doba raketnog oružja započinje u Drugom svjetskom ratu. Njemačka je razvila prvu balističku raketu, V-2, koja se smatra pretečom modernih balističkih projektila i svemirskih raketa-nosača. Istovremeno, razvijeni su i prvi masovno proizvedeni višecijevni bacači raketa, poput sovjetske "Kaćuše" i njemačkog "Nebelwerfera".
Razdoblje Hladnog rata bilo je zlatno doba razvoja raketnog oružja. Utrka u naoružanju između SAD-a i SSSR-a dovela je do stvaranja interkontinentalnih balističkih projektila (ICBM) s nuklearnim bojnim glavama, što je postalo temelj strategije uzajamnog uništenja. Ovaj razvoj izravno se naslanjao na njemački raketni program i znanje njemačkih inženjera koji su nakon rata prešli na stranu Saveznika. Istovremeno, razvijen je čitav niz taktičkih navođenih projektila:
- Protuzračni projektili za obranu od zrakoplova i drugih projektila.
- Protubrodski projektili koji su promijenili doktrinu pomorskog ratovanja.
- Protuoklopni vođeni projektili koji su pješaštvu dali mogućnost uništavanja tenkova na velikim udaljenostima.

### Suvremeno doba
Nakon Hladnog rata, razvoj se usmjerio na povećanje preciznosti, smanjenje kolateralne štete i razvoj manjih, pametnijih sustava. Pojava GPS navođenja omogućila je iznimnu preciznost udara. Danas su u razvoju hipersonični projektili koji lete brzinama većim od 5 Macha, što ih čini izuzetno teškim za presretanje.

## Podjela raketnog oružja
Raketno oružje može se klasificirati prema nekoliko ključnih kriterija.

### Prema načinu vođenja
Ovo je temeljna podjela koja definira sposobnosti i namjenu oružja.
- Nenavođene rakete: Koriste se za gađanje ciljeva na određenom području (saturacija cilja), a ne pojedinačnih točaka. Tipičan primjer su rakete ispaljene iz višecijevnih bacača raketa (VBR).
- Navođene rakete: Koriste različite sustave za navođenje kako bi precizno pogodile cilj. Neki od sustava su:
  - Infracrveno (toplinsko) navođenje: Projektil prati toplinski odraz cilja (npr. motor zrakoplova).
  - Radarsko navođenje: Može biti aktivno (projektil ima vlastiti radar), poluaktivno (oslanja se na radar s platforme koja ga je lansirala) ili pasivno (prati radarske emisije cilja).
  - Lasersko navođenje: Projektil prati lasersku zraku kojom operater osvjetljava cilj.
  - GPS/Inercijalno navođenje: Koristi se za pogađanje statičnih ciljeva na velikim udaljenostima (npr. krstareći projektili).

### Prema platformi za lansiranje i cilju
- Zemlja-zemlja: Lansiraju se s tla i gađaju ciljeve na tlu (npr. balističke rakete, VBR).
- Zemlja-zrak: Lansiraju se s tla za obranu od zračnih ciljeva (PZO sustavi).
- Zrak-zemlja: Lansiraju se iz zrakoplova i gađaju ciljeve na tlu.
- Zrak-zrak: Lansiraju se iz zrakoplova i gađaju druge zrakoplove.
- More-more, More-zemlja, Zemlja-more: Različite kombinacije koje uključuju brodove i podmornice kao platforme ili ciljeve.

### Prema dometu
- Kratkog dometa (do 50 km)
- Srednjeg dometa (50 - 1000 km)
- Intermedijarnog dometa (1000 - 5500 km)
- Interkontinentalnog dometa (preko 5500 km)

## Ključne komponente
Svako raketno oružje sastoji se od nekoliko osnovnih dijelova:
- Raketni motor: Osigurava potisak. Najčešće koristi kruto ili tekuće gorivo.
- Bojna glava: Korisni teret koji nanosi štetu cilju. Može biti visokoeksplozivna, fragmentacijska, probojna, termobarička, kemijska, biološka ili nuklearna.
- Sustav navođenja i upravljanja: "Mozak" navođene rakete koji obrađuje podatke i upravlja kormilima za korekciju putanje.
- Tijelo rakete: Aerodinamička struktura koja povezuje sve komponente i osigurava stabilnost u letu.